# Rice Lake (Wisconsin)
Pour les articles homonymes, voir Rice Lake.
Rice Lake est une ville du comté de Barron dans l'État du Wisconsin, aux États-Unis. En 2010, sa population était de 8 438 habitants.

## Personnalités
- Kenneth « Kenny » Bednarek (1998-) est un athlète américain, spécialiste des épreuves de sprint, né à Rice Lake.

## Source
- (en) Cet article est partiellement ou en totalité issu de l’article de Wikipédia en anglais intitulé « Rice Lake, Wisconsin » (voir la liste des auteurs).